# 波普爾頓鎮區 (明尼蘇達州基特遜縣)
波普爾頓鎮區（英語：Poppleton Township）是位於美國明尼蘇達州基特遜縣的一個行政鎮區。

## 歷史
波普爾頓鎮區於1893年設立，得名自當地常見的楊樹。

## 地方資料
波普爾頓鎮區的面積為90.63平方千米，當中陸地面積為90.19平方千米，而水域面積為0.44平方千米。根據2020年美國人口普查的數據，當地共有人口133人，而人口密度為每平方千米1.47人。